# Tabu
Tabu — словенський поп-рок-гурт, заснований 5 травня 1998 року в Петровчі, Словенія. Колектив відомий своїми емоційними композиціями, які поєднують поп-рок та альтернативний рок. Їхній музичний стиль зазвичай включає м'які та мелодійні елементи, які апелюють до широкої аудиторії, поєднуючи глибокі текстові послання з легкою доступністю музичних мотивів.

## Історія гурту
Гурт був створений Ніною Водопівець (вокал), Пріможем Шторманом (ударні), Томажем Тропом (гітара), Ізтоком Меланшеком (бас-гітара), Мар'яном Падером (акустична гітара) та Санді Тройнером (клавішні). Початковий склад гурту працював разом над створенням музики, яка привернула увагу місцевих радіостанцій.
Перший значний успіх Tabu прийшов після випуску каверу на пісню «ON», який отримав популярність серед словенських радіостанцій. Однак справжній прорив стався після випуску дебютного альбому TABU, що вийшов у 2004 році і отримав значну популярність в Словенії завдяки хітам, таким як «Dobra vila» і «Lahko sem srce». Альбом продано понад 25 000 копій, що стало величезним досягненням для гурту на той час.

## Зміни в складі та подальша кар'єра
У 2006 році група зазнала змін, коли співачка Ніна Водопівець покинула гурт через проблеми з вокалом. У результаті її замінила Тіна Маріншек, і це стало новим етапом у творчості гурту. З Тіною Маріншек Tabu продовжили свою музичну діяльність, випустивши декілька синглів і альбомів, серед яких 42 (2009), що став їхнім четвертим студійним альбомом.
У 2015 році група знову зазнала змін, коли Тіна Маріншек залишила колектив, а на її місце прийшла Єва Боус. З нею гурт випустив нові сингли, зокрема «Грева дол» (2015), та анонсував новий альбом Nabiralka zvezd (2016).

## Пандемія та нові зміни
Пандемія коронавірусу у 2020 та 2021 роках вплинула на діяльність гурту, змусивши скасувати низку концертів. Крім того, клавішник Алеш Беріша залишив колектив, і його замінив Томаш Козовін. У 2023 році Єва Боус оголосила про свій відхід через материнство, і останній концерт з її участю відбувся 26 лютого 2023 року.
Замість Єви на вокал приєдналася Катаріна Самобор з Птуя, яка стала новою солісткою гурту. У 2023 році з новим складом був випущений сингл «Every Day», і гурт продовжує розвивати свою музичну кар'єру.

## Стиль та вплив
Tabu відомі своїм унікальним підходом до поп-року, який поєднує різноманітні музичні стилі, від поп-року до альтернативи, а також увагу до ліричних текстів, які часто досліджують глибокі емоційні теми, такі як кохання, втрата, спогади і надія. Вони мають великий вплив на сучасну словенську музичну сцену і мають популярність серед молодої аудиторії завдяки своїй емоційності та доступності.

## Альбоми та сингли
- TABU (2004)

- 42 (2009)

- Nabiralka zvezd (2016)

- Every Day (2023)

## Нагороди та визнання
Tabu отримали численні нагороди і номінації на престижних музичних преміях у Словенії. Їхні альбоми та сингли регулярно займають високі позиції у словенських чартах, а їхні концерти збирають великі аудиторії.
Гурт Tabu продовжує розвиватися і випускати нові композиції, зберігаючи свою популярність на словенській музичній сцені.